# Parafia św. Jana Chrzciciela w Turośli
Parafia pw. Świętego Jana Chrzciciela w Turośli – rzymskokatolicka parafia należąca do dekanatu Kolno, diecezji łomżyńskiej, metropolii białostockiej. Parafię prowadzą księża diecezjalni.

## Historia
Parafia została erygowana w 1849. 

## Obszar parafii
Do parafii należą wierni z miejscowości:

- Turośl,
- Adamusy,
- Cieciory,
- Charubin,
- Cieloszka,
- Krusza,
- Nowa Ruda,
- Popiołki,
- Potasie,
- Szablaki,
- Trzcińskie,
- Wanacja.